# Leikung porosa
Leikung porosa là một loài nhện trong họ Salticidae.
Loài này thuộc chi Leikung. Leikung porosa được Fred R. Wanless miêu tả năm 1978.